# Schiacciasette
Schiacciasette, noto anche come sette si schiaccia, è un semplice gioco di gruppo, da praticare in genere all'aperto o in spazi molto grandi e in gruppi numerosi. Richiede l'utilizzo di una palla.
Il gioco generalmente prevede che tutti i giocatori si dispongano formando un cerchio; I componenti del cerchio dovranno passarsi la palla con le mani utilizzando tecniche della pallavolo (come ad esempio palleggi o bagher) ma anche calci, colpi di testa o altri colpi non convenzionali sono consentiti. Tutti i giocatori dovranno toccare almeno una volta la palla.
Se 2 persone toccano la palla contemporaneamente, il tocco si considera singolo.
Il primo tocco deve essere annunciato da chi lo compie dicendo ad alta voce "uno". Nel caso in cui si dimenticasse di dirlo, il giocatore in questione verrebbe eliminato (si ripartirebbe da capo con un altro giocatore).
La numerazione dei successivi tocchi / passaggi non deve essere pronunciata a voce alta (pena: l'eliminazione di chi lo fa!) ma ciascun giocatore dovrà continuare a tenere il conteggio mentalmente per sé. Il conteggio dei tocchi rimane sempre allo stesso numero qualora il medesimo giocatore dovesse eseguire due o più tocchi consecutivi (senza passare la palla ad altri giocatori).
Nel caso in cui la palla cada a terra prima del raggiungimento del settimo tocco, tutto il gruppo interrogherà l'ultimo giocatore ad averla toccata, chiedendogli a quanto fosse arrivato il conteggio dei tocchi; se egli saprà rispondere correttamente rimarrà in gioco, altrimenti verrà eliminato.Inoltre, il numero non può essere ripetuto due volte. In entrambi i casi il gioco ripartirà dal principio.
Dopo il settimo tocco, nessuno dovrà più toccare la palla altrimenti verrà eliminato, ecco perché, solitamente, colui che effettua il settimo tocco esegue una schiacciata (da qui il nome del gioco) o qualsiasi altro tiro potente, allo scopo di indirizzare violentemente la palla contro uno degli altri giocatori scelti da lui (per colpirlo e così eliminarlo!).
Per difendesi dal giocatore che esegue il settimo tocco (che assume un ruolo "offensivo" nei confronti di tutti gli altri) le uniche mosse difensive consentite agli altri giocatori sono due:
- Schivare il colpo finale (in tal caso, poiché la palla sarà caduta a terra senza toccare nessuno, si procederà chiedendo al "giocatore offensivo" a quanto fosse arrivato il conteggio dei tocchi e, se saprà rispondere correttamente, nessuno verrà eliminato e il gioco ricomincerà da capo).
- Afferrare la palla al volo, bloccandola saldamente con le mani, anziché venendone colpito (in tal caso, se al "giocatore bersaglio" riesce questa contromossa, al posto suo verrà eliminato il "giocatore offensivo" che ha eseguito la schiacciata finale).

Il settimo tocco (la "schiacciata finale") ha la capacità di eliminare solo il giocatore che verrà colpito in modo diretto da questo colpo: se la palla rimbalzerà a terra prima di colpire un giocatore, il suo effetto sarà nullo; ugualmente se colpirà qualcuno dopo che la palla avrà rimbalzato addosso a un altro giocatore (in quest'ultimo caso, solo il primo dei due giocatori colpiti dalla palla verrà salvato, l'altro sarà eliminato
).
È possibile aggiungere volontariamente la regola dell alzatore a discrezione dei giocatori nel quale se si schiaccia sulla persona che ha eseguito il numero 6 si viene eliminati. 
Un'altra regola spesso utilizzata è la dichiarazione del primo tiro, per cui il lanciatore urlerà la parola "Uno" mentre effettua il tiro. Nel caso in cui questo non venga fatto, gli altri giocatori potranno eliminare o togliere un punto al lanciatore. 
Scopo del gioco è rimanere in gara il più a lungo possibile: vince, dunque, l'ultimo che rimane.
Essendo un gioco popolare, le regole possono sensibilmente variare tra un gruppo di gioco e l'altro.

## Varianti più comuni
- Rimuovere la regola che prevede l'eliminazione del giocatore che non dice "uno" ad alta voce al tocco iniziale.
- Stabilire che, il settimo tocco, a differenza dei precedenti, non possa essere compiuto più volte dallo stesso giocatore (lasciando il conteggio dei tocchi sempre a "sette"), ma che vada eseguito immediatamente nella sua forma "offensiva" contro gli altri giocatori (questo per evitare che il giocatore si porti "a spasso" la palla, eseguendo palleggi sopra la propria testa, per poi scaricare l'attacco su chi vuole, quando gli fa più comodo).
- Impedire del tutto ai giocatori di toccare la palla due o più volte consecutivamente (come nella pallavolo). In questo caso la palla andrà quindi obbligatoriamente passata ad altri giocatori con un unico tocco, oppure – nel caso in cui si fallise in questo intento – bisognerà inevitabilmente lasciarla cadere a terra (anche se fosse a portata per poterla colpire nuovamente).
- Introdurre la "Regola dell'alzatore": secondo questa regola, colui che colpisce la palla per sesto (quindi colui che “alza” la palla) non potrà essere scelto come bersaglio dal giocatore che esegue la schiacciata finale (pena: l’eliminazione di colui che schiaccia).
- Se sarà concesso eseguire due o più tocchi consecutivi della palla da parte del medesimo giocatore anche al settimo tocco, eseguendo questa manovra il giocatore diventerà "alzatore di sé stesso"; decadrà quindi la "Regola dell'alzatore" (qualora si fosse deciso di introdurla nel gioco) ed egli potrà colpire chiunque, anche il giocatore che ha fatto il "sesto tocco" prima di lui.
- Così come chi inizia il gioco deve dire "uno" ad alta voce mentre esegue il primo tocco, una variante del gioco prevede che anche il giocatore che esegue il settimo tocco debba dire "sette" ad alta voce mentre si accinge a eseguire l'attacco finale (altrimenti verrà eliminato).
- Se il primo o il settimo tocco vanno a vuoto perché la palla cade a terra, il gruppo di gioco procederà sempre col chiedere all'ultimo che ha toccato la palla a quanto fosse arrivato il conteggio dei tocchi, ma – in questa variante – egli non dovrà mai rispondere a questa domanda, altrimenti verrà eliminato! (si tratta quindi di una trappola, alla quale ci si deve sottrarre ricordandosi di NON rispondere "uno" o "sette", nonostante siano le risposte corrette, né nessun'altro numero!). Generalmente ci si mette d'accordo prima sulla risposta che dovrà dare il giocatore, affinché faccia capire agli altri che non è caduto nella trappola. Questa regola vale solo per il "tocco uno" e il "tocco sette", per tutti gli altri numeri bisognerà continuare a fornire la risposta corretta se la palla cadrà a terra e ci verrà chiesto a che numero era arrivato il conteggio.
- A discrezione dei partecipanti, la manovra di afferramento della palla, che permette di eliminare colui che ha eseguito il settimo tocco, può essere soggetta ai seguenti livelli di tolleranza affinché la si consideri eseguita in modo corretto: 1) La palla deve essere bloccata immediatamente, al volo, con le mani, senza far ricorso ad altre parti del corpo (es: stringerla al torace o sulla pancia, come fanno i portieri di calcio, NON è consentito!). 2) La palla può essere bloccata in qualsiasi modo dal giocatore che viene bersagliato, l'importante è che la palla venga stoppata subito, al primo tocco che si ha con essa, e che non tocchi a terra. 3) Qualora ti colpisse, non è necessario che la palla venga bloccata al primo tocco che essa ha col tuo corpo, ma si può eseguire l'azione di bloccaggio anche in due o più tempi (es: eseguendo prima un bagher e poi prendendola al volo!), l'importante è che si riesca a impedire alla palla di toccare il terreno dopo che questa ha toccato te!
- Nella variante detta coi fantasmi o dei fantasmi, i giocatori eliminati dalla partita possono rientrare nel cerchio se uno dei membri ancora in gioco gli rivolge la parola: a quel punto, i due giocatori si scambieranno di posto e l'uscente conterà come fantasma. Per tal scopo, si fanno spesso domande a tradimento o azioni di disturbo: non è consentito invece toccare i giocatori nel cerchio o intralciare il percorso della palla.